# Adapsilia aequalis
Adapsilia aequalis är en tvåvingeart som beskrevs av Malloch 1939. Adapsilia aequalis ingår i släktet Adapsilia och familjen Pyrgotidae. Inga underarter finns listade i Catalogue of Life.